# Équipe d'Algérie masculine de handball au Championnat d'Afrique 1987
Cet article relate le parcours de l'Équipe d'Algérie masculine de handball au Championnat d'Afrique 1987, disputé du 3 au 12 juillet à Rabat (Maroc).
Vainqueur en finale 22 à 16 face à l'Équipe d'Égypte, l'Algérie remporte son 4e titre de champion d'Afrique. Elle obtient à cette occasion sa qualification pour les Jeux olympiques de 1988

## Effectif
- Kamel Ouchia
- Mourad Boussebt
- Karim El-Maouhab
- Abdeslam Benmaghsoula
- Abdelkrim Bendjemil
- Omar Azeb
- Kamel Akkeb
- Makhlouf Aït Hocine
- Abdelkrim Hamiche
- Zine Eddine Mohamed Seghir
- Abdelhamid Boutchiche
- Brahim Boudrali
- Karim Djemaâ
- Djaffar Belhocine
- Salah Bouchekriou
- Abdelhak Bouhalissa

- Entraîneur : Mohamed Aziz Derouaz

## Résultats

### Phase de poules
L'Algérie termine première de la poule A avec 9 pointsLe match d'ouverture s'est déroulé le vendredi soir 3 juillet 1987 à 20h dans la Salle Ibn Yassine de Rabat devant un public record :
| 3 juillet 1987 20h00 | Algérie             | 23 - 16 (11-7) | Maroc     | Salle Ibn Yassine, Rabat Arbitrage : Babacar N'Daye et Moussaci Seck |
| 3 juillet 1987 20h00 | Djaffar Belhocine 5 |                | Adloune 5 | Salle Ibn Yassine, Rabat Arbitrage : Babacar N'Daye et Moussaci Seck |
| 3 juillet 1987 20h00 | ×2                  |                | ×3        | Salle Ibn Yassine, Rabat Arbitrage : Babacar N'Daye et Moussaci Seck |

- Algérie : Boussebt, Ouchia, Hammiche (4 buts), Azeb (3 buts), Boudrali, Benmeghsoula (2 buts) , Bouhalissa (3 buts), Belhocine(6 buts dont 3 pen.) , Bendjemil (5 buts dont 1 pen, ), Boutchiche, Bouchekriou ().
- Maroc : Ben Bouaza, El-Kacemi, Ben Abderrahmane (4 buts dont 1 pen., ), Adloune (5 buts), El-Anbri (1 but), Nait Ali (2 buts) , Sardi (2 buts), Yousfi (1but) , Echergui (), El-Ahmadi (1 but) (), Boulhouche. Entraineur : Ben Garbou.

| mardi 7 juillet 1987 | Algérie   | 22-12 | Égypte |  |
| mardi 7 juillet 1987 | (10-05)   |       |        |  |
| mardi 7 juillet 1987 | Ech-Chaâb |       |        |  |

| mercredi 8 juillet 1987 | Algérie      | 33-27 | Côte d'Ivoire |  |
| mercredi 8 juillet 1987 | (17-12)      |       |               |  |
| mercredi 8 juillet 1987 | El Moudjahid |       |               |  |

Le classement final est
|   | Équipe        | Pts | J | G | N | P | Bp | Bc | Diff |
| - | ------------- | --- | - | - | - | - | -- | -- | ---- |
| 1 | Algérie       | 9   | 3 | 3 | 0 | 0 | 78 | 55 | 23   |
| 2 | Égypte        | 6   | 3 | 1 | 1 | 1 | 52 | 55 | -3   |
| 3 | Côte d'Ivoire | 5   | 3 | 0 | 2 | 1 | 64 | 70 | -6   |
| 4 | Maroc         | 4   | 3 | 0 | 1 | 2 | 50 | 64 | -14  |

### Phase finale
|  | Demi-finales    | Demi-finales    |                        |    | Finale          | Finale          |
|  | Demi-finales    | Demi-finales    |                        |    | Finale          | Finale          |
|  |                 |                 |                        |    |                 |                 |
|  | 10 juillet 1987 | 10 juillet 1987 |                        |    | 12 juillet 1987 | 12 juillet 1987 |
|  | 10 juillet 1987 | 10 juillet 1987 |                        |    | 12 juillet 1987 | 12 juillet 1987 |
|  | Algérie         | 16              |                        |    | 12 juillet 1987 | 12 juillet 1987 |
|  | Algérie         | 16              |                        |    | 12 juillet 1987 | 12 juillet 1987 |
|  | Tunisie         | 15              |                        |    | 12 juillet 1987 | 12 juillet 1987 |
|  | Tunisie         | 15              | Algérie                | 22 |                 |                 |
|  | 10 juillet 1987 |                 | Algérie                | 22 |                 |                 |
|  |                 | Égypte          | 16                     |    |                 |                 |
|  | Égypte          | Égypte          | 16                     | 14 |                 |                 |
|  | Égypte          |                 |                        | 14 |                 |                 |
|  | RP Congo        | 13              |                        |    |                 |                 |
|  | RP Congo        | 13              | Match pour la 3e place |    |                 |                 |
|  |                 |                 |                        |    |                 |                 |
|  | 11 juillet 1987 |                 |                        |    |                 |                 |
|  |                 |                 |                        |    |                 |                 |
|  | Tunisie         | 21              |                        |    |                 |                 |
|  | Tunisie         | 21              |                        |    |                 |                 |
|  | RP Congo        | 16              |                        |    |                 |                 |
|  | RP Congo        | 16              |                        |    |                 |                 |

#### Demi-finales
| vendredi 10 juillet 1987 17h30 | Algérie | 16-15         | Tunisie | Salle Ibn Yassine, Rabat Arbitrage : El-Kouche, Kezouli |
| vendredi 10 juillet 1987 17h30 | Ouchia, Hammiche, Bouhalissa, Azeb, Boudrali, Belhocine, Bouchekriou, Boutchiche, Bendjemil, Benmeghssoula, Mohamed Esgheir, Boussebt | (6-9)         | Zouabi, Khemissi (), Reyami, Mouatemiri, Djamil, Bernaoui, Abaci, Laaribi (), El-Gaid, Fnina, Khalladi, Sanaa. | Salle Ibn Yassine, Rabat Arbitrage : El-Kouche, Kezouli |
| vendredi 10 juillet 1987 17h30 | | El-Mountakheb | ×2 | Salle Ibn Yassine, Rabat Arbitrage : El-Kouche, Kezouli |

#### Finale
| Dimanche 12 juillet 1987 | Algérie               | 22-16         | Égypte        | Salle Ibn Yassine, Rabat Arbitrage : Moelle et M'Voula |
| Dimanche 12 juillet 1987 | Abdelkrim Bendjemil 5 | (10-05)       | Hichem Nasr 7 | Salle Ibn Yassine, Rabat Arbitrage : Moelle et M'Voula |
| Dimanche 12 juillet 1987 | ×1 ×6                 | El-Mountakheb | ×3            | Salle Ibn Yassine, Rabat Arbitrage : Moelle et M'Voula |

- Algérie : Ouchia (GB), Boussebt (GB), Hammiche (3 buts, ), Akkeb (4), Azeb (2, ), Boudrali (), Bouchekriou (2, ), Bendjemil (5), Ait El-Hocine (2), Benmeghsoula (1, ), Mohamed Seghir (5, ), Djemaa (1). Entraineur : Derouaz
- Égypte : Ahmed Djaber (), Hichem Nasr (7 buts), Hossam Gharib (2, ), Issam El-Saadani (), Othman Al Seid, Yasser Lebib (1), Mohamed Al-Seid (4, ), Alaa Al Seid (1, ), Abderrahmane Al Bouhi (1), Ibrahim Massalhi, Adel El Cherkaoui, Othmane Salah. Entraineur : Samir Abdeldaim.